# Publije Anije Flor
Publije Anije Flor ili Lucije Anije Flor (lat. Publius Annius Florus; živio u drugoj pol. I. i poč. II. stoljeća), povjesničar, pjesnik i retoričar iz starog Rima
Rodom je iz Afrike. Djelovao u Tarragoni i Rimu. Napisao rimsku povijest od najstarijih vremena do cara Augusta (Bellorum omnium annorum septingentorum libri duo, Epitome bellorum omnium annorum DCC ili Epitome ex Tito Livio). U njima je dao pregled povijesti ratova koje su Rimljani vodili. U Tarragoni je predavao retoriku. Po povratku u Rim, sprijateljio se s carem Hadrijanom i posvetio se povjesničarskom radu i pjesništvu, anticipiravši ono što će biti poslije definirano kao poetae novelli.